# Agostinho Ribeiro, bispo de Angra e Lamego
Agostinho Ribeiro (Lisboa, 1483 — Lamego, 27 de Março de 1549) foi o 1.º bispo da Diocese de Angra, que governou de 1534 a 1540, e o 48.º prelado da Diocese de Lamego, que governou de 1540 até ao seu falecimento em 1549. Foi também o segundo reitor da Universidade de Coimbra.

## Biografia
D. Agostinho Ribeiro nasceu em Lisboa, filho de Martim Ribeiro, escrivão da Casa da Índia, e de sua mulher Maria de Carvalho, uma família da pequena aristocracia.
Depois de ordenado sacerdote, terá passado, antes de 1521, alguns anos na ilha do Corvo, embora não seja conhecida evidência documental que suporte esta afirmação de Gaspar Frutuoso.
No reinado de D. Manuel I de Portugal estava em Lisboa, tendo sido nomeado capelão da Casa Real, cargo que não terá chegado a exercer por ter ingressado na Congregação dos Cónegos Seculares de São João Evangelista. Naquela congregação foi por duas vezes eleito geral. O rei D. João III de Portugal escolheu-o para seu pregador e para provedor do Hospital de Todos os Santos de Lisboa.
Quando o Papa Paulo III criou a diocese de Angra, pela bula Aequum reputamus de 5 de Novembro de 1534, o cónego Agostinho Ribeiro foi apresentado e confirmado como o seu primeiro bispo. Tomou posse da diocese a 24 de Junho de 1535, desconhecendo-se a data em que nela entrou. Sabe-se que esteve na ilha do Pico em visita pastoral, desconhecendo-se quando deixou os Açores, mas em 1538, apenas três anos depois de ter tomado posse da diocese de Angra, foi nomeado reitor da Universidade de Coimbra.
Em 1540, dois anos depois da sua nomeação para reitor, foi transferido para a Diocese de Lamego, dando solene entrada na cidade de Lamego no ano de 1541.
D. Agostinho Ribeiro faleceu a 27 de Março de 1549 sendo sepultado na igreja velha do Mosteiro de Xabregas recoberto com uma pedra tumular onde se lia: Sepultura de D. Agostinho Ribeiro, religioso d'este hábito, bispo que foi de Angra, e segundo reitor da Universidade de Coimbra, e bispo de Lamego. Faleceu no ano de 1549. Na galeria dos retratos dos reitores da Universidade de Coimbra existe o retrato deste prelado.